# Serviciul austriac în străinătate

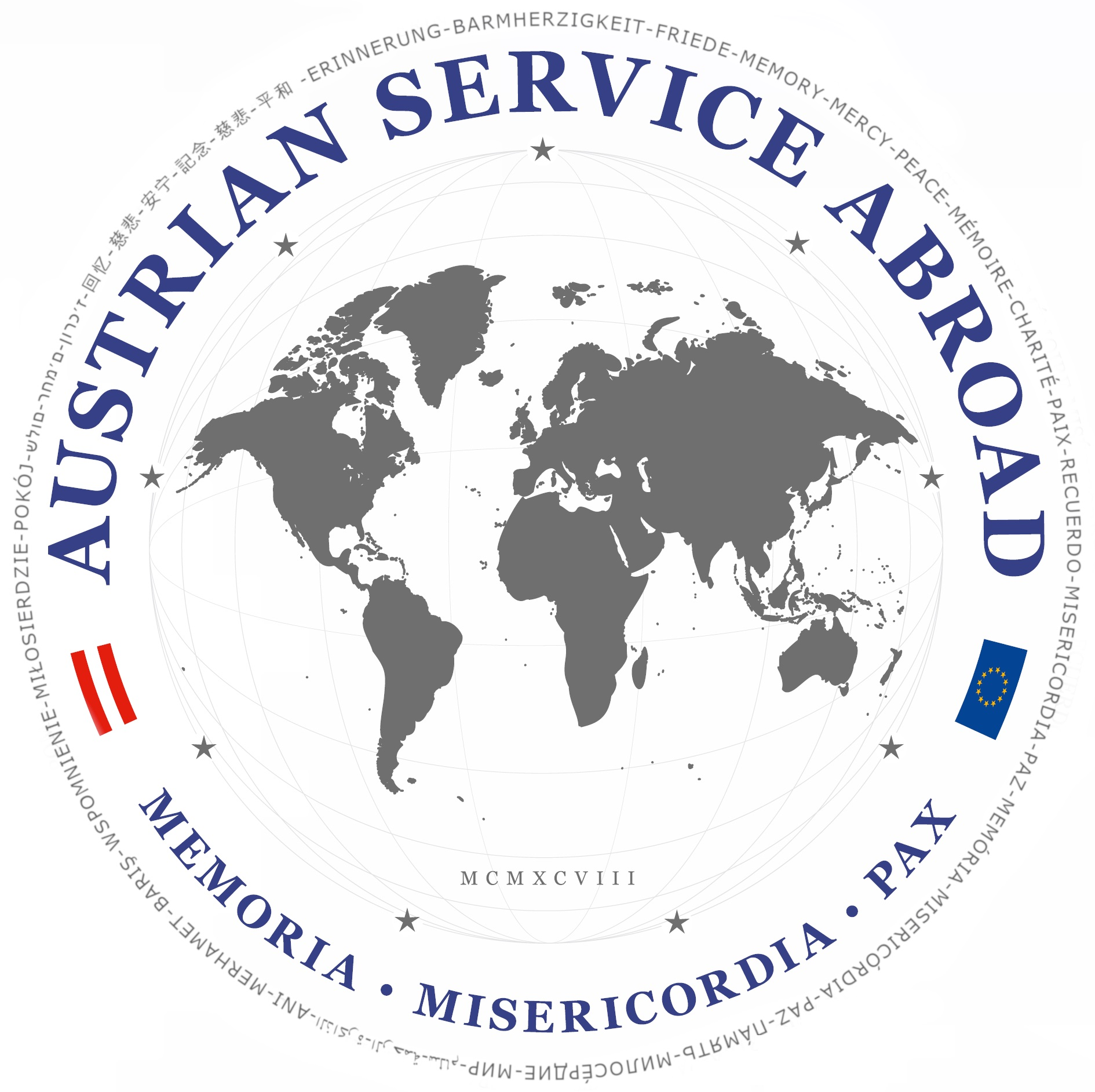
Emblema Serviciului Austriac în Străinătate

Serviciul austriac in străinătate este o alternativă la serviciul civil obligatoriu (österreichischer Zivildienst) care este divizat în: serviciul memorial (Gedenkdienst), serviciul social sau serviciul de pace (Friedensdienst). Politologul Andreas Maislinger a preluat această idee de la Aktion Sühnezeichen Friedensdienste din Germania.
În Austria, serviciul militar este obligatoriu, existând alternativa satisfacerii unui stagiu de serviciu civil. Acesta se poate face numai in Austria, în timp ce serviciul austriac în străinătate se face peste hotare. Instituții din mai multe țări cooperează cu serviciul civil austriac.

## Istoric
Andreas Maislinger a avut în anii 1970 ideea să înființeze o organizație alternativă la serviciul civil austriac și care să aibă drept scop informarea poporului despre holocaust. Și-a prezentat unui public larg concepția în cadrul unui talk-show al televiziunii publice austriece (ORF) în octombrie 1980. Serviciul civil alternativ prezentat atunci de Maislinger se numea "serviciul civil la Auschwitz". 
Acest proiect a fost respins de președintele de atunci al Austriei, Rudolf Kirchschläger, care a declarat că "un austriac nu are ce să ispășească la Auschwitz". 
Ani mai târziu, Kirchschläger a elogiat însă rezultatele pozitive ale serviciului comemorativ inițiat de Maislinger. După 1981, la reîntoarcerea de la muzeul Auschwitz-Birkenau, Maislinger avea convingerea că programul comemorativ trebuia extins și în Austria. La această inițiativă a fost susținut între altele și de personalități de seamă precum Simon Wiesenthal și vienezul Teddy Kollek, primar Ierusalimului.

### Realizare
În mai 1991, Maislinger a fost înștiințat de ministerul austriac de interne că Serviciul Austriac în Străinătate poate fi înființat și că statul îi va acorda fonduri de finanțare.
La 1 septembrie 1992 și-a început activitatea primul voluntar în cadrul serviciului memorial instituit la muzeul de stat Auschwitz-Birkenau.

### Dezvoltare
În noiembrie 1997 s-au înființat oficial Serviciul de pace în străinătate și Serviciul social în străinătate. 
Între timp, peste o mie de tineri austrieci au făcut parte din această organizație și au avut ocazia să-și servească patria în străinătate, în toate cele cinci continente.

## Finanțarea
Republica Austria pune la dispoziția Serviciului civil în străinătate un budget fix. Fiecare voluntar poate obține un maxim de 9.000 de euro, suma depinzând de angajamentul voluntarului în cadrul pregătirii pentru acest serviciu. Minimul este 4.500 Euro 

## Organizațiile responsabile (§ 12b ZDG)
Serviciu memorial

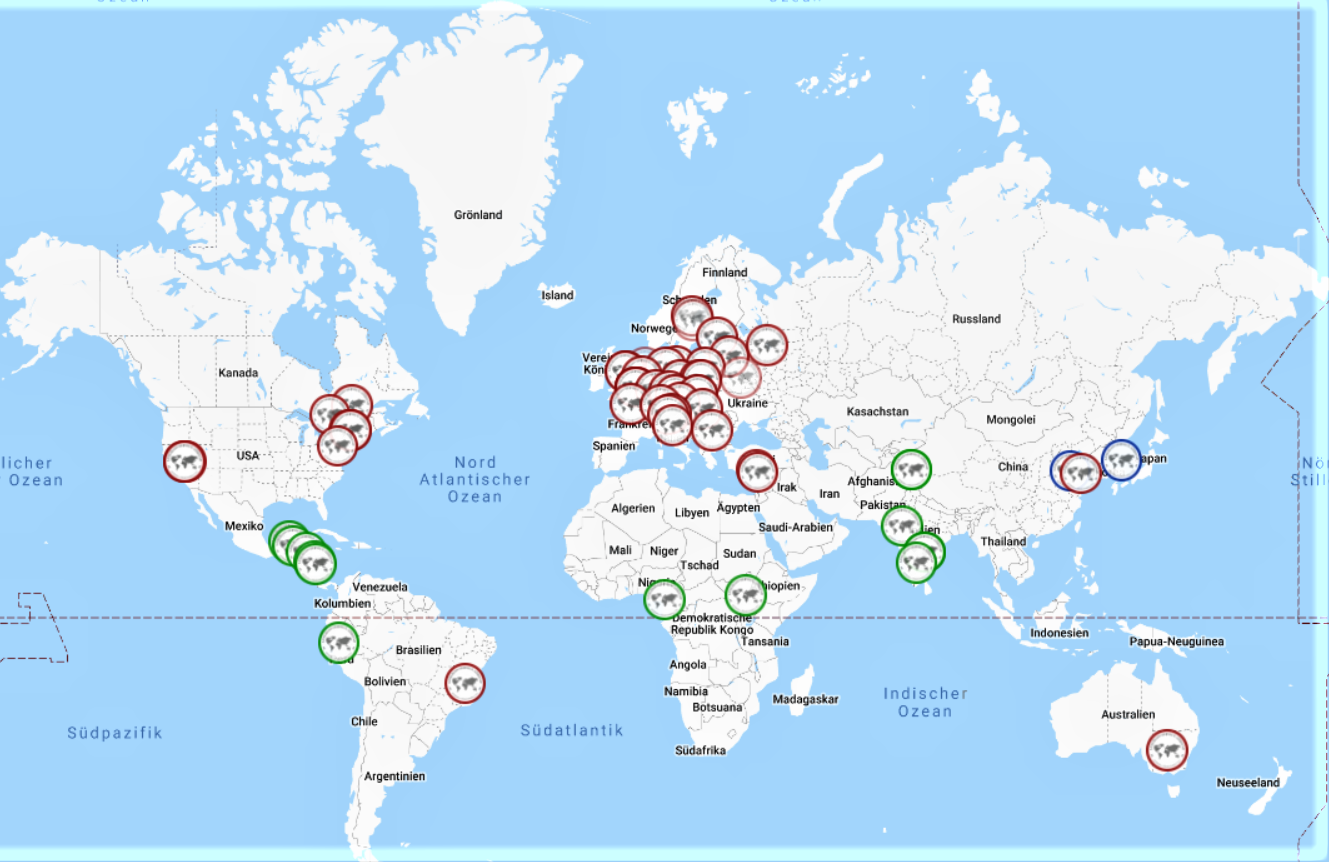
Cartea mondială cu o alegere a organizaților cooperatoare din toată lume

- Verein Gedenkdienst (Asociația Serviciu memorial)
- Verein "Niemals Vergessen" (Asociația "Să nu uităm niciodată")
- Österreichischer Auslandsdienst (Serviciul austriac în străinătate)

Serviciu de pace
- Österreichische Friedensdienste (Serviciile austriece de pace)
- Österreichischer Auslandsdienst (Serviciul austriac în străinătate)

Serviciu Social
- Allianz für Kinder (Alianța pentru copii)
- Bund Evangelikaler Gemeinden in Österreich (Liga comunităților evanghelice din Austria)
- Concordia Austria, Verein für Sozialprojekte P. Georg Sporschill SJ
- Eine Welt - Oberösterreichische Landlerhilfe
- Gesellschaft für Österreichisch-Arabische Beziehungen (Societatea pentru relații austriaco-arabe)
- Guatemala Initiative
- Horizont 3000
- Informationsgruppe Lateinamerika
- Intersol – Verein zur Förderung internationaler Solidarität (Asociația pentru promovarea solidarității internaționale)
- Jugend Eine Welt - Don Bosco Aktion Austria (Tineretul o singură lume - Actiunea Don Bosco filiala Austria)
- Österreichischer Auslandsdienst
- Österreichische Friedensdienste
- Österreichische Jungarbeiterbewegung (Mișcarea muncitorească austriacă de tineret)
- Pfarre Frastanz [3]
- Provinz Österreich der Gemeinschaft der Missionsschwestern vom Kostbaren Blut
- Unsere kleinen Brüder und Schwestern, Verein zur Unterstützung von Waisenkindern (Asociația pentru sprijinirea orfanilor)
- Vides Austria
- Waldorfbund Österreich

## Locațiile serviciilor
In moment exista următoarele locații de serviciu:
 Argentina
- Buenos Aires - Centro de Atención Integral a la Niñez y Adolescencia

 Australia
- Melbourne - Jewish Holocaust Museum and Research Centre
- Melbourne - Jewish Museum of Australia

 Belgia
- Bruxelles - European Disability Forum

 Bosnia și Herțegovina
- Sarajevo - Phoenix Initiative

 Brazilia
- Alagoinhas - Associação Lar São Benedito
- Lauro de Freitas - Centro Comunitario Cristo Libertador
- Petrópolis - Casa Stefan Zweig
- Rio de Janeiro - Center for Justice and International Law (CEJIL)

 Bulgaria
- Sofia - Schalom – Organisation der Juden in Bulgarien

 China
- Nanjing - John-Rabe-Haus
- Qiqihar - China SOS Children's Village Association
- Shanghai - Center for Jewish Studies

 Chile
- Santiago de Chile - CTD Galvarino (SENAME)

 Costa Rica
- La Gamba - Tropenstation La Gamba
- Puntarenas - Finca Sonador - Asociaicón de Cooperativas Europeas Longo Mai
- Puntarenas - Unión de Amigos para la Protección del Ambiente (UNAPROA)
- San Isidro de El General - Asociación Vida Nueva

 Germania
- Berlin - Jüdisches Museum Berlin
- Marburg - Terra Tech
- Moringen - KZ-Gedenkstätte im Torhaus Moringen
- München - Jüdisches Museum München

 Anglia
- Londra - The National Yad Vashem Charitable Trust
- Londra - Institute of Contempory History and Wiener Library

 Franța
- Oradour-sur-Glane - Centre de la Mémoire d´Oradour
- Paris - La Fondation pour la Mémoire de la Déportation
- Paris - Amicale de Mauthausen

 Gabon
- Lambaréné - Albert Schweitzer Hospital

 Guatemala
- Quetzaltenango - Instituto de Formacion e Investigacion Municipal,
- Santa Rosita - Casa Hogar Estudiantil ASOL Arhivat în 24 aprilie 2019, la Wayback Machine.

 India
- Auroville - Auroville Village Action Group (AVAG)]
- Dharmshala -  Nishtha - Rural Health, Education and Environment Center
- Dharmshala - Tibetan Children´s Village
- Dharmshala - Tibetan Welfare Office
- Kerala - Mata Amritanandamayi Mission

 Israel
- Ierusalim - Alternative Information Center
- Ierusalim - Österreichisches Hospiz zur Heiligen Familie
- Ierusalim - St. Vinzenz-Ein Karem
- Ierusalim - Yad Vashem

 Italia
- Como - Istituto di Storia Contemporanea "Pier Amato Perretta"(ISC)
- Milano - Centro di Documentazione Ebraica Contemporanea(CDEC)
- Prato - Museo della Deportazione

 Japonia
- Hiroshima - Hiroshima Peace Culture Foundation (Friedensmuseum Hiroshima)

 Canada
- Montreal - Holocaust Memorial Centre
- Montreal - Kleinmann Family Foundation

 Kenya
- Nairobi - Kenia Water for Health Organisation

 Croația
- Jasenovac - Gedenkstätte KZ Jasenovac

 Madagascar
- Antalaha - D'Analalava

 Nicaragua
- Granada - Casa de los tres mundos

 Țările de Jos
- Amsterdam - UNITED for Intercultural Action

 Norvegia
- Oslo - Jodisk Aldersbolig

 Pakistan
- Lahore - SOS children villages Pakistan
- Lahore - proLoka Pakistan

 Peru
- Huancayo - Teilorganisation des peruanischen Gesundheitsministerium
- Lima - Centro de Información y Educación para la Prevención del Abuso de Drogas (CEDRO)

 Polonia
- Krakau - Polnische Humanitäre Organisation
- Krakau - Stiftung Judaica - Zentrum für Jüdische Kultur
- Krakau - Galicia Jewish Museum
- Oświęcim - Auschwitz Jewish Center
- Warschau - Jüdisches Museum Warschau

 România
- Cristian - Oberösterreichische Landlerhilfe
- Apoldu de Sus - Oberösterreichische Landlerhilfe
- Iași - Nădejdea Copiilor din România
- Turnișor - Oberösterreichische Landlerhilfe
- Vișeu de Sus - Oberösterreichische Landlerhilfe
- Timișoara (planificat)
- București (planificat)

 Rusia
- Moscova - Russisches Forschungs- und Bildungszentrum „Holocaust“
- Moscova - SOS Kinderdörfer
- Moscova - Zentrum für soziale Entwicklung und Selbsthilfe Perspektive
- Moscova - Dobroe Delo
- Sankt Petersburg - Rehabilitationszentrum „Glaube“

 Slovenia 
- Ljubljana - Nationalmuseum der Zeitgeschichte

 Suedia
- Stockholm - Forum för levande historia
- Uppsala – The Uppsala Programme for Holocaust and Genocide Studies

 Cehia
- Praga - Jüdische Gemeinde

 Turcia
- Istanbul - Jüdisches Museum Istanbul

 Uganda
- Fort Portal - Mountains of the Moon University (MMU)
- Kabale - Diözese Kabale - Bishops House

 Ucraina
- Deutsch-Mokra - Oberösterreichische Landlerhilfe
- Königsfeld - Oberösterreichische Landlerhilfe

 Ungaria
- Budapesta - European Roma Rights Centre

 Statele Unite ale Americii
- Detroit - Holocaust Memorial Center
- Houston - Holocaust Museum Houston
- Los Angeles - Los Angeles Museum of the Holocaust
- Los Angeles - Simon Wiesenthal Center
- Los Angeles - USC Shoah Foundation Institute for Visual History and Education
- New York - Gay Men's Health Crisis
- New York - Museum of Jewish Heritage
- New York - Anti Defamation League
- New York - American Jewish Committee
- Reno - Center for Holocaust, Genocide & Peace Studies
- Richmond - Virginia Holocaust Museum
- Saint Petersburg - The Florida Holocaust Museum
- San Francisco - Holocaust Center of Northern California

 Belarus
- Minsk - Belarussian Children's Hospice
- Minsk - 'Dietski dom no. 6' - Kinderheim no.6
- Minsk - Kindergarten for Children with Special Needs

## Voluntari cunoscuți
- Heinz Chen (Musikpädagoge)
- Ralph Gabriel (Architekt)
- Christian Klösch (Historiker)
- Gebi Mair (Tiroler Landtagsabgeordneter)
- Stefan Stoev (Gründer der IDEA-Society)

## Linkuri de Web
- Bundesministerium für Inneres: Zivildienstserviceargentur
- Bundesministerium für Inneres: Trägerorganisationen des Auslandsdienstes, Stand 1. Juli 2010
- de Pagina principală a serviciului austriac în străinătate
- en Pagina principală a serviciului austriac în străinătate